# Lisa Paus
Elisabeth "Lisa" Paus (Rheine, 19 de septiembre de 1968) es una política alemana de Alianza 90/Los Verdes. Desde 2009 es miembro del Bundestag. El 14 de abril de 2022, Paus fue designada ministra federal de Familia, Tercera Edad, Mujeres y Juventud; sucedió el 25 de abril  a Anne Spiegel, que había anunciado su dimisión el 11 de abril.

## Biografía
Paus nació en Rheine. Después de graduarse de la escuela secundaria, se ofreció como voluntaria durante un año en un orfanato en Hamburgo. Luego se mudó a Berlín para estudiar en la Universidad Libre de Berlín. Se graduó en 1999 con una maestría en economía.
Desde 1997 hasta 1999, Paus trabajó para Frieder Otto Wolf, eurodiputado de Alianza 90/Los Verdes. En 2005 se convirtió en profesora en la Escuela de Economía y Derecho de Berlín.
En 1995, Paus se unió a Alianza 90/Los Verdes. En las elecciones estatales de 1999, fue elegida diputada de la Cámara de Diputados de Berlín. Allí fue la portavoz de política económica de su grupo parlamentario.
Paus ha sido miembro del Bundestag alemán desde las elecciones federales de 2009. Es miembro del Comité de Finanzas y dentro del comité es la portavoz de los Verdes. En su primer mandato entre 2009 y 2013, también se desempeñó en el Comité de Asuntos de la Unión Europea.
En el Comité de Finanzas, Paus estuvo involucrada en la investigación parlamentaria sobre el escándalo de Wirecard desde 2020 hasta 2021; tras la finalización de la investigación, fue coautora de un informe de 675 páginas junto con los diputados Florian Toncar y Fabio De Masi.
Además de sus asignaciones en comités, Paus se ha desempeñado como vicepresidenta del Grupo Parlamentario de Amistad Germano-Irlandés (desde 2014) y del Grupo Parlamentario de Amistad para las Relaciones con Malta y Chipre (desde 2018). También es miembro del Grupo Parlamentario de Amistad Germano-Italiano y del Grupo Parlamentario Germano-Esloveno.
Antes de las elecciones federales de 2017 y 2021, Paus fue elegida para dirigir la campaña de su partido en el estado de Berlín.
En las negociaciones para formar una llamada "coalición semáforo" de los socialdemócratas (SPD), el Partido Verde y el FDP tras las elecciones federales de 2021, Paus lideró la delegación de su partido en el grupo de trabajo sobre regulación financiera y presupuesto nacional; sus copresidentes de los otros partidos fueron Doris Ahnen y Christian Dürr.
Desde 2021, Paus se ha desempeñado como vicepresidenta de su grupo parlamentario, bajo el liderazgo de las copresidentas Britta Haßelmann y Katharina Dröge, donde supervisa las actividades del grupo en política financiera, asuntos económicos y sociales.
Paus asumió como Ministra Federal de Familia, Tercera Edad, Mujeres y Juventud el 25 de abril de 2022, tras la renuncia de Anne Spiegel.